# Giorgi Pantsulaia
Giorgi Pantsulaia (in georgiano გიორგი ფანცულაია?; Tbilisi, 6 gennaio 1994) è un calciatore georgiano, attaccante del Samgurali Ts'q'alt'ubo.

## Carriera

### Club
Ha giocato nella prima divisione dei campionati georgiano e kazako.